# Листокрутка вишнева
Листокрутка вишнева або підкорова (підкірна) (Enarmonia formosana) — шкідливий метелик з родини листокруток. Пошкоджує кісточкові: черешню, сливу, аличу, персик, найбільше — вишню і абрикос (тому і називається часто абрикосовою листокруткою), а також яблуню і грушу. Пошкоджуючи кору і камбій штамба і кореневої шийки, підкорова листокрутка викликає пригнічення дерев і передчасну їх загибель.

## Опис
Розмах крил — 14-16 міліметрів. Передні крила дуже барвисті, з складним золотисто-бурим малюнком, з жовто-коричневими смужками, з сріблясто-білими і фіолетовими лініями та чорними плямами. Задні крила темно-коричневі, з золотисто-жовтою блискучою бахромою.

## Екологія
Гусениці зимують під корою. Навесні, в травні, гусениці продовжують живитись і заляльковуються в корі в місцях живлення. Через кілька днів з лялечок виходять метелики, при цьому оболонка лялечки наполовину висувається з кори. Метелик відкладає дрібні, округлі, червоно-рожеві яєчка на кору стовбурів і основних гілок навколо механічних пошкоджень тріщин і біля основи гілок. З яєць виходять гусенички, які вгризаються в кору і проточують вертикальні ходи, живлячись корою і камбієм і забруднюючи ходи екскрементами. В місцях пошкодження з кори стирчать іржаво-червоні пробочки з екскрементів, склеєних павутиною, і витікає клей. Сильно пошкоджені дерева через 2-3 роки засихають.